# Артавазд I
Артавазд I (на арменски: Արտավազդ Առաջին) е цар на Велика Армения от 160 до 115 пр.н.е. Той е син на Арташес I и царица Сатеник (Satenik; Սաթենիկ).
Артавазд отблъсква няколко опита на партите за нахлуване в Армения, но в крайна сметка е победен от Митридат II, който анексира част от Източна Армения и взима синът му Тигран II (не е сигурно дали Тигран II е негов син или на брат му Тигран I) за заложник. Наследен е на трона от брат си Тигран I.
Според проф. Кирил Туманов (на грузински: კირილ თუმანოვი), който се позовава на средновековни грузински летописи – Артавазд I вероятно е царя, който отива в Иберия по молба на местната аристокрация и слага на трона синът си Арташес – основавайки по този начин династията на Арташесидите в Иберия.